# Ladislav Přáda

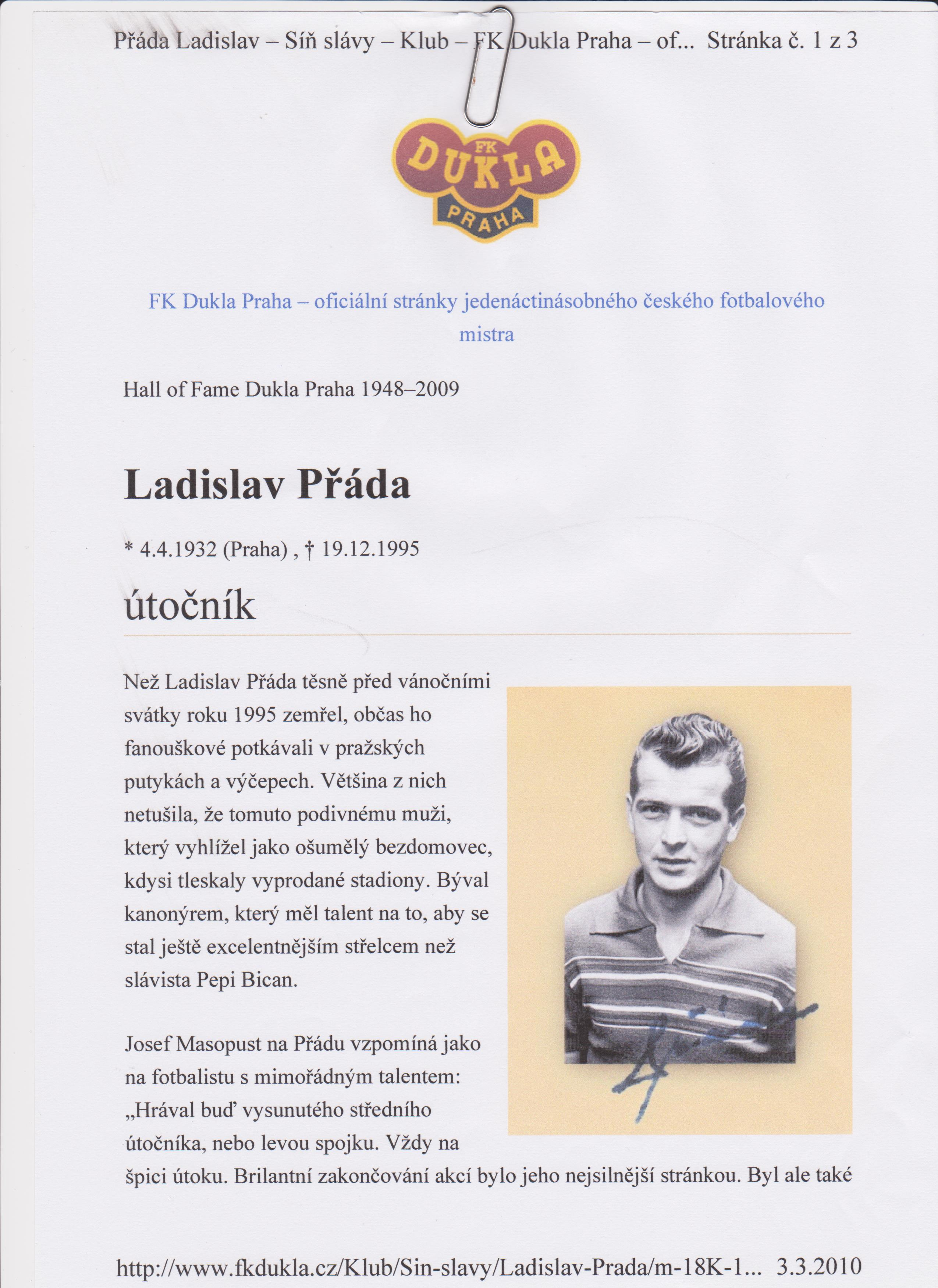

Ladislav Přáda (4. dubna 1932 Roupov – 19. prosince 1995 Praha) byl český fotbalista, československý reprezentant.

## Sportovní kariéra
Za československou reprezentaci odehrál v letech 1953-1956 jedenáct utkání, v nichž vstřelil pět branek. Začínal ve Hvězdě Trnovany, dále ČSSZ Liberec, 1. ligu hrál poprvé za DSO Slavoj Liberec v ročníku 1953. V letech 1954–1956 hrál za Duklu Praha, získal s ní mistrovský titul v roce 1956, jeho kariéru však zničil alkohol.  Z Dukly byl vyloučen poté, co v opilosti a armádní uniformě začal na zimním stadionu na Štvanici legitimovat bruslaře. Chvilku hrál ještě ligu za RH Brno (1957/58), jinak už ho byli ochotni zařadit do týmu jen v nižších soutěžích (TJ Spartak Hradec Králové, TJ Baník Příbram, TJ Dynamo Kutná Hora, TJ Sokol Velký Borek, TJ Podřípan Rovné). Odehrál 63 prvoligová střetnutí, vstřelil 48 branek. Český sportovní novinář a historik Zdeněk Šálek o něm v encyklopedii Slavné nohy napsal: „Jeden z nejtalentovanějších útočníků poválečné éry. Technicky vyspělý hráč, žonglér s míčem, jemnou sérii nevyzpytatelných kliček zakončoval překvapivou tvrdou střelou. Se špičkovou kopanou se musel - ke škodě své i naší kopané - rozloučit předčasně pro nespolehlivost a špatnou životosprávu. Skončil v zapomnění.“